# Pita
|  | Per a altres significats, vegeu «Pita (desambiguació)». |

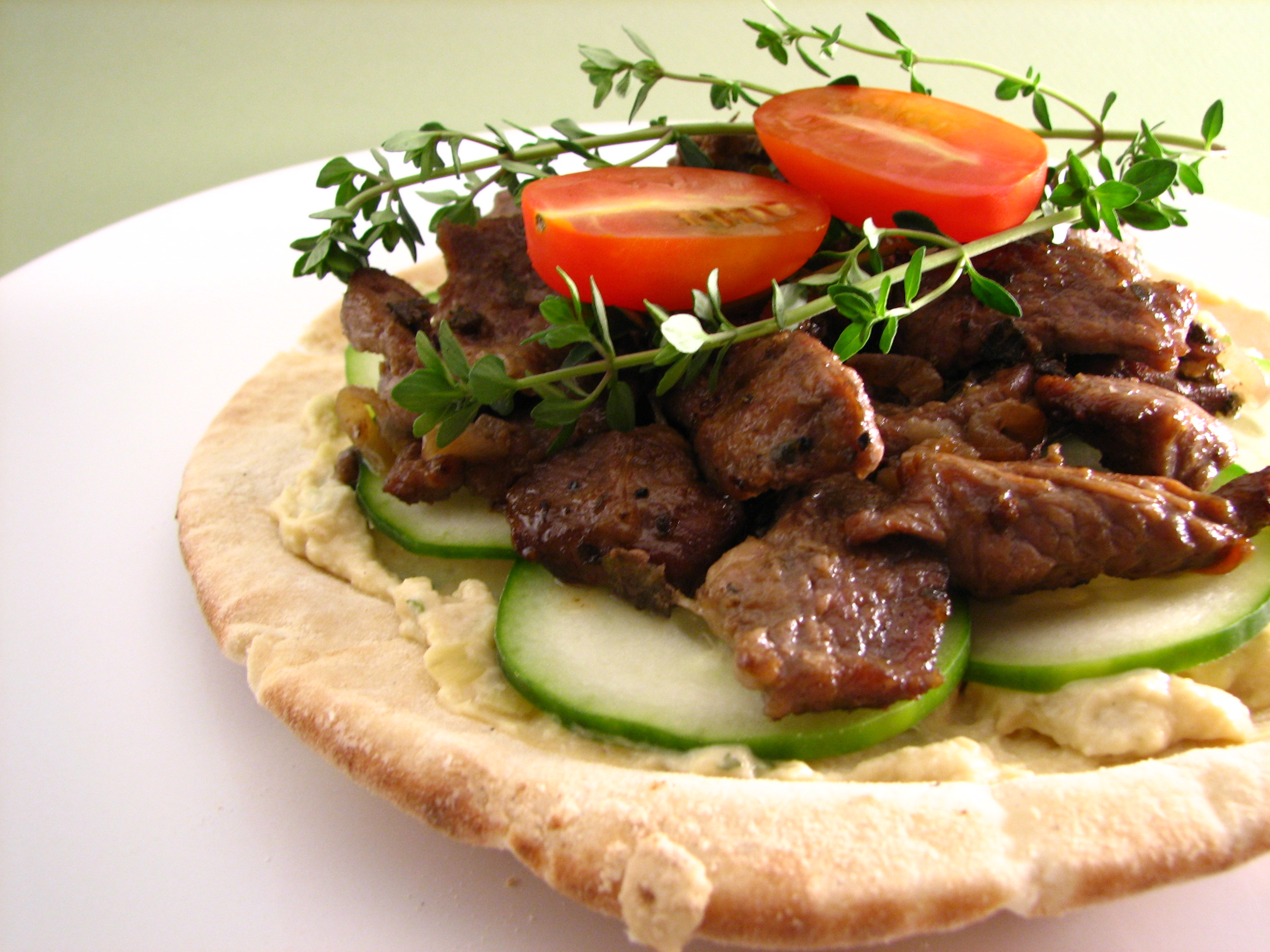
Pita amb hummus de carxofa i carn de xai

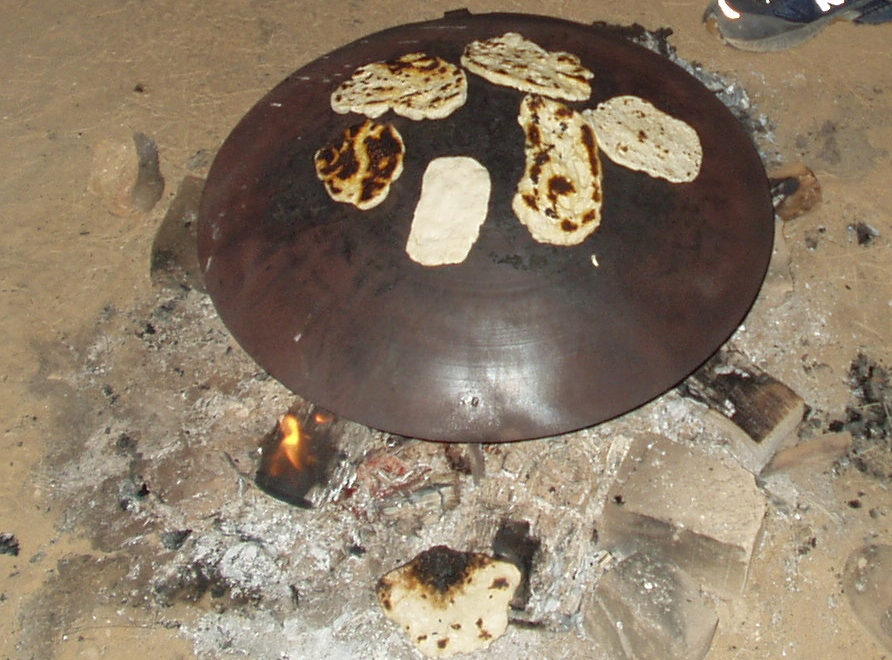
Pita rostida al foc exterior.

Pita o pitta és un tipus de pa aplanat i arrodonit fet de blat amb llevat o sense. El nom prové del grec πίτα, que vol dir simplement 'pa'. Alguns tipus de pita tenen bosses a dins formades per vapor. La paraula pita ha estat manllevada pel turc (pide), romanès (pită), albanès (pite), búlgar (pitka), i hebreu (pittāh).
Sovint es mulla amb salses com ara l'hummus, el babaganuix, o el tzatziki; pita amb salsa és un component típic del meze, un menjar qui consisteix d'una selecció d'aperitius, comú a Grècia, Turquia, i l'Orient Mitjà. Els comensals sovint usen trossos del pa estripats per a treure la salsa d'un plat compartit; el pa se serveix també amb amanides, formatge, olives, o d'altres plats petits.
També es fa sandvitxos amb la pita, trencant-la en meitats i farcint les bosses, o enrotllant el pa al voltant d'altres ingredients. A Turquia i l'Orient Mitjà, farcits comuns inclouen diversos tipus de kebab ("carn", com ara el döner o xauarma, el shish kebab, i la kofta) així com el falàfel, tots acompanyats típicament amb llegums i confitats, i salses com ara l'hummus o la tahina.
A Grècia la pita s'usa, entre altres plats, en els sandvitxos pita-gyros i pita-suvlaki, el primer sent una adaptació del turc döner i l'últim molt semblant al shish kebab. Tots dos es fan comunament amb la carn de xai i, més recentment, a vegades amb la carn de porc. La carn se serveix amb tomàquet, ceba, tzatziki, i sovint amb patates fregides dins del sandvitx.
A Israel i Palestina se sol menjar moltes coses en pita, no solament els sandvitxos de kebab i de xauarma, sinó també amanides, plats populars com ara la xakxuka, i tota mena d'altres tipus de menjar al carrer.

## Variants
Pa pla és tradicional de la cuina dels Països Àrabs, incloent-hi el Magrib, Aràbia, i l'Orient Mitjà. El pa pla àrab es fa típicament sense llevat; el pa s'infla amb vapor quan es rosteix i després de refredar-se és típicament molt prim. La paraula pita no s'usa en àrab, encara que és el nom típicament aplicat a Europa i Amèrica a aquest pa; el nom àrab és khubz (paraula que, com pita, vol dir simplement "pa") o específicament lavash.
En la cuina grega, la pita servida en, per exemple, pita-suvlaki, es fa amb llevat. Els trossos de massa es fan més gruixuts, resultant en un pa més tou i més gruixut que la pita de l'Orient Mitjà. A la cuina de Xipre, la pita està feta amb els mateixos materials que la grega però es diferencia en la forma i la mida. També s'anomenen pita pans amb diversos sabors com tirópita i spanakópita.
La pide turca, com la grega, té una textura tou; és comú rostir-la coberta de diversos ingredients. El pa resultant, que s'assembla a la pizza, es diu pide o, per un variant amb carn i espècies, lahmacun. Existeixen moltes variacions regionals d'ingredients i tècniques de rostir, incloent-hi variants amb all, carn de vaca, pollastre, i formatge.
Als Balcans es mengen diversos tipus de pa pla, pels que s'usa la paraula pita (o bé manlleus de la paraula) com a terme general; variants són farcits d'espinac, de carn de vaca, de formatge, i de patates. Els musulmans bosníacs tradicionalment rompen el dejuni de ramadà amb somun, un variant de pita amb rovell d'ou i espècies.

## Curiositats
La pita més grossa del món la van fer els cuiners Georgios Mavroleon i Nektarios Fintikakis a Creta el 19 de maig del 2001. Pesava 50 kg.